# The Creator
The Creator is een Amerikaanse sciencefictionfilm uit 2023, geproduceerd en geregisseerd door Gareth Edwards, die samen met Chris Weitz het scenario schreef. De hoofdrollen worden vertolkt door John David Washington, Gemma Chan, Ken Watanabe, Sturgill Simpson en Allison Janney.

## Verhaal
Midden in een oorlog tussen de mensheid en kunstmatige intelligentie (AI) wordt Joshua, een geharde ex-special forces-agent die rouwt om de verdwijning van zijn vrouw, gerekruteerd om de ongrijpbare architect van geavanceerde AI op te sporen. Hij heeft echter een mysterieus wapen ontwikkeld waarmee hij een einde kan maken aan de oorlog, maar ook aan de mensheid.

## Rolverdeling
| Acteur                | Personage        |
| --------------------- | ---------------- |
| John David Washington | Joshua           |
| Madeleine Yuna Voyles | Alfie            |
| Gemma Chan            | Maya             |
| Ken Watanabe          | Harun            |
| Sturgill Simpson      | Drew             |
| Allison Janney        | kolonel Howell   |
| Ralph Ineson          | generaal Andrews |
| Marc Menchaca         | McBride          |
| Veronica Ngo          | Kami             |
| Mackenzie Lansing     | Harrison         |

## Productie
De opnames begonnen op 17 januari 2022 in Thailand. Het filmen eindigde op 30 mei 2022. De productie had destijds de werktitel True Love. Industrial Light & Magic verzorgde de visuele effecten.

## Muziek
Op 17 juli 2023 bevestigde Edwards op het Twitter-account van de film dat Hans Zimmer was ingehuurd om de filmmuziek te componeren.

## Release
De film ging in première op 26 september 2023 op het Fantastic Fest in Austin. De film werd op 29 september 2023 uitgebracht in de Verenigde Staten.

## Ontvangst
Op Rotten Tomatoes heeft The Creator een waarde van 81% en een gemiddelde score van 7,30/10, gebaseerd op 63 recensies. Op Metacritic heeft de film een gemiddelde score van 66/100, gebaseerd op 25 recensies.
Zelfs voor de release werd de film geprezen na een trailerrelease. Anthony D'Alessandro van Deadline Hollywood prees het productieontwerp en zei dat de film "Blade Runner eruit liet zien als een kinderspel." Volgens Jeff Sneider van The InSneider is The Creator "een grote sciencefictionfilm met veel menselijkheid." De film “deed hem op deze manier aan District 9 denken.” Joseph Decklermeijer van Screen Rant noemde een nieuwe trailer van de film een "meesterwerk".

## Prijzen en nominaties
De belangrijkste:
| Jaar | Prijs                           | Categorie                                 | Genomineerde(n)                                                         | Uitslag     |
| ---- | ------------------------------- | ----------------------------------------- | ----------------------------------------------------------------------- | ----------- |
| 2023 | Hollywood Music in Media Awards | Best Original Score — Sci-Fi/Fantasy Film | Hans Zimmer                                                             | Genomineerd |
| 2024 | Critics Choice Awards           | Beste jonge acteur / actrice              | Madeleine Yuna Voyles                                                   | Genomineerd |
| 2024 | Critics Choice Awards           | Beste visuele effecten                    | Jay Cooper, Ian Comley, Neil Corbould en Andrew Roberts                 | Genomineerd |
| 2024 | British Academy Film Awards     | Beste visuele effecten                    | Jay Cooper, Ian Comley, Neil Corbould en Andrew Roberts                 | Genomineerd |
| 2024 | Satellite Awards                | Beste visuele effecten                    | Jay Cooper, Ian Comley, Neil Corbould en Andrew Roberts                 | Genomineerd |
| 2024 | Academy Awards (Oscars)         | Beste geluid                              | Ian Voigt, Erik Aadahl, Ethan Van der Ryn, Tom Ozanich en Dean Zupancic | Genomineerd |
| 2024 | Academy Awards (Oscars)         | Beste visuele effecten                    | Jay Cooper, Ian Comley, Neil Corbould en Andrew Roberts                 | Genomineerd |